# Lewin Fitzhamon
Lewin Fitzhamon est un réalisateur, scénariste et acteur britannique né le 5 juin 1869 à Aldingham, (Cumbria) au Royaume-Uni, mort le 10 octobre 1961.

## Biographie
D'abord interprète de music-hall, il a ensuite travaillé au cinéma pour Robert W. Paul en 1900, dirigeant certains films et comme acteur dans d'autres. En 1904, il rejoint Cecil Hepworth comme metteur en scène, en remplacement de Percy Stow qui allait fonder la Clarendon Film Company. «Fitz» est resté avec Hepworth pendant huit ans, durant lesquels il a écrit, réalisé et souvent interprété deux films par semaine. Il a dirigé près de quatre cents films (métrages courts) dans sa carrière.

## Importance
D'une part, Lewin Fitzhamon a réalisé en 1905 le premier film du cinéma se déroulant dans le milieu du football, Harry The Footballer.
Par ailleurs, il a réalisé la même année (avec son producteur et sa famille comme interprètes, tous comédiens amateurs ainsi que cela se faisait souvent dans le cinéma primitif), l'un des plus importants succès du cinéma britannique du début du XXe siècle, Sauvée par Rover. Le scénario a été écrit par Fitzhamon, et raconte l'enlèvement d'une fillette de la bonne société par une mendiante revancharde et alcoolique, et sa recherche et sa délivrance grâce à Rover, le chien collet de la famille. Le succès de ce film a été mondial, l'historien Georges Sadoul note : « parfaite poursuite dramatique où l'on voit un chien arracher une petite fille à sa ravisseuse... vendu par centaines de copies. » Des ventes exceptionnelles car les producteurs et réalisateurs du cinéma anglais étaient des artisans, contrairement au producteur français Charles Pathé, qui, à l'époque, avait mis sur pied une industrie du film plus puissante que les principales sociétés de production américaines, l'Edison Manufacturing Company aussi bien que la Biograph.
Ce film fait partie d'un genre que les cinéastes britanniques ont mis au point, perfectionné et exporté dans le monde entier : les Chase Films, les films de poursuite. L'éclosion de ce genre au Royaume-Uni n'est pas indépendante de l'invention du langage filmique par les réalisateurs de l'École de Brighton, notamment George Albert Smith et James Williamson, dont Georges Sadoul affirme qu'« en 1900, G.A. Smith était encore avec Williamson à l'avant-garde de l'art cinématographique. » En effet, les films de poursuite britanniques - tous tournés en extérieurs naturels - utilisaient spontanément la profondeur de champ et la diagonale du champ, à l'imitation de Louis Lumière qui en avait éprouvé les vertus dès ses premières « vues photographiques animées » de style documentaire (et non pas dans ses "fictions"). La trajectoire en diagonale du champ de la caméra, « en augmentant l'espace à parcourir pour découvrir et libérer l'enfant, rallonge le temps de ces opérations, leur incertitude, donc le suspense. L'espace qui allonge le temps devient ainsi un élément fort de la dramaturgie. »
Les cinéastes britanniques appliquaient d'autre part le découpage en plans que George Albert Smith avait découvert dès 1900 : « Cette alternance du gros plan et des plans généraux dans une même scène est le principe du découpage. Par là, Smith crée le premier véritable montage. » Dans Sauvée par Rover, on compte un « total de vingt-deux plans (plus un qui ne figure que sur certaines copies, tout à la fin du film), c'est un record pour un film d'une durée d'un peu moins de cinq minutes, cela fait en moyenne treize secondes par plan ! Ce qui est très rapide et très elliptique pour l'époque. »Le dynamisme des recherches de la fillette par le chien de la famille, puis par le père qui va la tirer des griffes de sa ravisseuse, est en avance sur les « tableaux » de Georges Méliès dont les prises de vues sont dictées dans leur forme par la mise en scène du music-hall, la seule référence dont le maître français se recommandait. Edwin Stanton Porter, réalisateur chez Edison, et David Wark Griffith, nouveau réalisateur de la Biograph, s'inspirèrent largement des découvertes du cinéma britannique, et notamment Griffith, dont le premier film, Les Aventures de Dollie, qui date de 1908, raconte aussi le kidnapping d'une fillette et la poursuite des ravisseurs par le père.

## Filmographie

### Comme réalisateur
- 1904 : Two Leap Year Proposals
- 1904 : A Race for a Kiss
- 1905 : What the Curate Really Did
- 1905 : The Two Imps
- 1905 : Prehistoric Peeps
- 1905 : L'Autre côté de la haie
- 1905 : Lost, Stolen or Strayed
- 1905 : An Interrupted Honeymoon
- 1905 : Falsely Accused
- 1905 : Bathers Will Be Prosecuted
- 1905 : Sauvée par Rover (Rescued by Rover)
- 1906 : The Voter's Guide
- 1906 : The Tramp's Dream
- 1906 : A Tragedy of the Sawmills
- 1906 : The Rivals
- 1906 : The Best Little Girl in the World
- 1906 : The Pirate Ship
- 1907 : That Fatal Sneeze
- 1907 : The Green Dragon
- 1907 : The Busy Man
- 1907 : Burglars at the Ball
- 1907 : The Viking's Bride
- 1908 : The Tramps and the Purse
- 1908 : The Tell-Tale Kinematograph
- 1908 : The Man and His Bottle
- 1908 : The Greedy Girl
- 1908 : Father's Lesson
- 1908 : The Dog Outwits the Kidnapper
- 1908 : The Doctor's Dodge
- 1908 : The Curate's Courtship
- 1908 : Catching a Burglar
- 1909 : Why Father Learned to Ride
- 1909 : The Villain's Downfall
- 1909 : Too Much Lobster
- 1909 : That Marvellous Gramophone
- 1909 : The Spoilt Child
- 1909 : The Shepherd's Dog
- 1909 : The Rival Mesmerist
- 1909 : A Present for Her Husband
- 1909 : A Plucky Little Girl
- 1909 : A Pair of Truants
- 1909 : No More Hats Wanted
- 1909 : Mother-in-Law Has All the Luck
- 1909 : The Miser and the Child
- 1909 : The Lost Memory
- 1909 : Last Year's Timetable
- 1909 : Invisibility
- 1909 : In the Service of the King
- 1909 : His Only Friend
- 1909 : The Gypsy Child
- 1909 : A Friend in Need
- 1909 : The Fancy Dress Ball
- 1909 : The Dog Came Back
- 1909 : The Dentist's Daughter
- 1909 : The Curate at the Races
- 1909 : The Cat Came Back
- 1909 : The Cabman's Good Fairy
- 1909 : All's Fair in Love and War
- 1910 : Without Her Father's Consent
- 1910 : Who's Got My Hat?
- 1910 : Unlucky Bill
- 1910 : Tilly the Tomboy Visits the Poor
- 1910 : Tilly the Tomboy Plays Truant
- 1910 : Tempered with Mercy
- 1910 : The Telephone Call
- 1910 : The Stowaway
- 1910 : The Short-Sighted Errand Boy
- 1910 : The Sharp-Witted Thief
- 1910 : Seven, Seventeen and Seventy
- 1910 : The Scaramouches
- 1910 : Saved by His Sweetheart
- 1910 : A Present for His Wife
- 1910 : The Poorlucks Take Part in a Pageant
- 1910 : The Poorluck's First Tiff
- 1910 : Persuading Papa
- 1910 : Over the Garden Wall
- 1910 : A Night in Armour
- 1910 : The New Reporter
- 1910 : A New Hat for Nothing
- 1910 : Never Send a Man to Match a Ribbon
- 1910 : Mr. Poorluck's Lucky Horseshoe
- 1910 : Mr. Poorluck's Dream
- 1910 : The Merry Beggars
- 1910 : The Mechanical Mary Anne
- 1910 : Mary the Coster
- 1910 : Married in Haste
- 1910 : Love's Strategy
- 1910 : The Little Housekeeper
- 1910 : The Little Blue Cap
- 1910 : Invigorating Electricity
- 1910 : In the Good Old Days
- 1910 : Hot Pickles
- 1910 : His New Mama
- 1910 : The Heart of a Fishergirl
- 1910 : Fits and Misfits
- 1910 : A Fickle Girl
- 1910 : The Farmer's Daughter
- 1910 : The Fakir's Flute
- 1910 : Extracting a Cheque from Uncle
- 1910 : A Difficult Courtship
- 1910 : The Detective's Dog
- 1910 : Dave Craggs, Detective
- 1910 : A Chanticler Hat
- 1910 : The Cardsharpers
- 1910 : The Burglar and Little Phyllis
- 1910 : Black Beauty
- 1910 : A Baby's Power
- 1910 : Are You John Brown?
- 1911 : When Tilly's Uncle Flirted
- 1911 : Twin Roses
- 1911 : Toddles, Scout
- 1911 : Tilly's Unsympathetic Uncle
- 1911 : Tilly's Party
- 1911 : Tilly - Matchmaker
- 1911 : Tilly at the Seaside
- 1911 : Till Death Us Do Part
- 1911 : The Three Lovers
- 1911 : The Subaltern's Joke
- 1911 : A Sprained Ankle
- 1911 : The Smuggler's Step-Daughter
- 1911 : Rover the Peacemaker
- 1911 : Poorluck's Excursion Tickets
- 1911 : PC Hawkeye's Busy Day
- 1911 : PC Hawkeye Leaves the Force
- 1911 : The Parson's Wife
- 1911 : N Stands for Nelly
- 1911 : Now I Have to Call Him Father
- 1911 : The New Cook
- 1911 : Mr. Poorluck Buys Some China
- 1911 : Mr. and Mrs. Poorluck Separate
- 1911 : Mother's Boy
- 1911 : The Little Black Pom
- 1911 : The Lawyer's Message
- 1911 : Harry The Footballer
- 1911 : A Happy Event in the Poorluck Family
- 1911 : Gipsy Nan
- 1911 : Exceeding His Duty
- 1911 : Evicted
- 1911 : The Double Elopement
- 1911 : A Double Deception
- 1911 : The Dog's Devotion
- 1911 : The Detective and the Jewel Trick
- 1911 : The Demon Dog
- 1911 : College Chums
- 1911 : Children Mustn't Smoke
- 1911 : The Bailiff's Little Weakness
- 1911 : The Amateur Burglar
- 1912 : Saving the Royal Mail
- 1912 : Never Again, Never!
- 1912 : A Mother and Sons of 1776
- 1912 : The Mermaid
- 1912 : The Lost Will
- 1912 : An Indian Vendetta
- 1912 : Hubby's Letter
- 1912 : Her Only Pal
- 1912 : A Gipsy Girl's Honour
- 1912 : The Flapper's Elopement
- 1912 : A Fisherman's Love Story
- 1912 : The Editor and the Millionaire
- 1912 : A Day in the Country
- 1912 : A Curate's Love Story
- 1912 : Children of the Forest
- 1912 : A Case of Explosives
- 1912 : The Burglar's Daughter
- 1912 : The Broken Melody
- 1912 : The Blind Man's Dog
- 1913 : Freddy's Dumb Playmates
- 1913 : The First Steeplechase
- 1914 : When the Hurricanes Took Up Farming
- 1914 : When the Hurricanes Bought the Lino
- 1914 : A Hateful Bondage
- 1914 : A Footballer's Honour

### comme scénariste
- 1906 : The Tramp's Dream
- 1910 : Tilly the Tomboy Plays Truant
- 1910 : Black Beauty
- 1911 : When Tilly's Uncle Flirted
- 1911 : Tilly's Unsympathetic Uncle
- 1911 : Tilly's Party
- 1911 : Tilly - Matchmaker
- 1911 : Tilly at the Seaside
- 1911 : A Sprained Ankle
- 1912 : The Flapper's Elopement
- 1912 : A Day in the Country
- 1912 : Children of the Forest
- 1912 : A Case of Explosives
- 1912 : The Broken Melody
- 1912 : The Blind Man's Dog
- 1913 : Freddy's Dumb Playmates
- 1913 : The First Steeplechase
- 1914 : When the Hurricanes Took Up Farming

### comme acteur
- 1904 : A Race for a Kiss
- 1905 : Lost, Stolen or Strayed : Ruffian
- 1906 : A Tragedy of the Sawmills : Mill Owner
- 1906 : The Rivals : Horseman
- 1906 : The Pirate Ship
- 1909 : Invisibility
- 1910 : Black Beauty
- 1913 : The First Steeplechase : The Major